# Dr. Josef Steiner Krebsforschungspreis
O Dr. Josef Steiner Krebsforschungspreis é um prêmio na área da pesquisa sobre o câncer, concedido desde 1986 pela Dr. Josef Steiner Krebsstiftung com sede em Berna.
De acordo com seu estabelecimento, o prêmio tem o objetivo de condecorar pesquisas sobre o câncer nas áreas da biologia, pesquisa básica, diagnose clínica ou terapêutica. É dotado com 50.000 francos suíços. Adicionalmente é financiado um projeto sobre pesquisas sobre o câncer em um prazo de quatro anos de até 1.000.000 francos suíços (situação em 2016). Ultimamente o prêmio foi concedido a cada dois anos.

## Recipientes
- 1986 Peter A. Cerutti
- 1987 Rainer Storb, C. Dean Buckner
- 1988 Mariano Barbacid, Thomas Graf, Hartmut Beug
- 1989 Isaiah J. Fidler, Lance A. Liotta
- 1990 Thierry Boon, Ronald Levy
- 1991 Victor Ling
- 1992 Bernard Fisher, Gianni Bonadonna
- 1993 David P. Lane, Arnold J. Levine
- 1994 Moses Judah Folkman
- 1995 Herbert Michael Pinedo (Prêmio Principal), Hans Acha-Orbea (Prêmio Jovem investigador)
- 1996 Paul Nurse (Prêmio Principal), Gerard I. Evan (Prêmio Jovem investigador)
- 1998 Andreas Strasser
- 2001 Wilhelm Krek
- 2003 Maria Blasco, Michael Hengartner
- 2007 Reuven Agami
- 2009 Manel Esteller
- 2011 Christoph Klein, Eduardo Moreno
- 2013 Joan Seoane, Eduard Batlle
- 2015 Andrea Alimonti
- 2017 Jacco van Rheenen
- 2019 Serena Nik-Zainal